# Jermaine Seoposenwe
Jermaine Seoposenwe, detta Jay (Città del Capo, 12 ottobre 1993), è una calciatrice sudafricana, attaccante del Monterrey e della nazionale sudafricana.

## Carriera

### Club e calcio universitario
Seoposenwe si avvicina al calcio fin dalla giovane età, giocando nelle squadre giovanili miste fino ai 15 anni, età alla quale la Federcalcio sudafricana (SAFA) non permette più alle ragazzine di giocare con i maschi pari età, e non trovando inizialmente una squadra con cui continuare l'attività decide di abbandonare questo sport per circa un anno. Viene tuttavia convinta da un amico di famiglia a proporsi al Santos Cape Town, club della natia Città del Capo, e a ritagliarsi ben presto un posto in prima squadra dal 2010, anno in cui si mette in luce tanto da venire nominata giovane calciatrice sudafricana dell'anno dalla South African Football Association. Allo stesso tempo le è d'ispirazione nel continuare il suo percorso nel calcio femminile l'aver visto giocare Antonia Carelse, attaccante ex stella delle Banyana Banyana, che prende come suo modello di riferimento.
Nel 2014 decide di trasferirsi negli Stati Uniti d'America per completare il suo percorso scolastico presso la Samford University di Homewood, Alabama, affiancando gli studi all'attività sportiva nella squadra di calcio femminile universitario dell'ateneo, le Samford Bulldogs, che disputa la NCAA Women's Division I Soccer Championship. Qui continua a mettersi in luce concludendo la stagione con il record di 31 punti, battendo il precedente primato che resisteva da quando Marian Wagner aveva accumulato 27 punti nel 2002. Rimane negli Stati Uniti fino al 2017, disputando quattro campionati universitari, accumulando 79 presenze con 39 reti all'attivo e altrettanti assist.
Dopo aver terminato gli studi ed essere ritornata in Sudafrica nel 2018, Seoposenwe firma un contratto con il JvW che la lega al club di Bedfordview dal maggio di quell'anno e giocando in Sasol Women’s National League, l'allora denominazione del massimo livello del campionato sudafricano di categoria, per la seconda parte dell'edizione 2018.
Insieme a Nothando Vilakazi si è poi trasferita in Lituania nell'aprile 2019 per unirsi al Gintra Universitetas e disputare, con la squadra indiscussa leader del campionato e campionessa in carica, la Moterų A lyga, livello di vertice del campionato lituano femminile. Qui, oltre ad ottenere il suo primo importante trofeo in carriera, la vittoria del campionato 2019, ha inoltre l'opportunità di debuttare in UEFA Women's Champions League, il 7 agosto, nella vittoria per 1-0 con le maltesi del Birkirkara durante il turno preliminare di qualificazione dell'edizione 2019-2020, scendendo in campo in due dei tre incontri del gruppo 10 disputati dalla sua squadra che, con una vittoria, un pareggio e una sconfitta viene eliminata dal torneo UEFA già al primo girone.
Nel gennaio 2020 si è infine trasferita in Spagna, firmando un accordo con il Betis di Siviglia per disputare la seconda parte della stagione 2019-2020 debuttando in Primera División il 15 febbraio, alla 20ª giornata di campionato, rilevando al 54' Bea Parra nella vittoria interna per 2-1 sull'Espanyol. Il tecnico Pier Luigi Cherubino la impiega anche nel successivo incontro, tuttavia a seguito dell'acuirsi della pandemia di COVID-19, la Federcalcio spagnola annunciò la sospensione di tutte le competizioni calcistiche, soluzione che poi diventa definitiva e fissando per Seoposenwe il numero a quelle sole due presenze nel campionato spagnolo.
Per la stagione 2020-2021 si trasferisce in Portogallo, dove firma un contratto biennale Braga. Nelle due stagioni in cui veste la maglia della squadra dello Sporting conquista il suo secondo trofeo per club in carriera condividendo con le compagne la vittoria del Taça da Liga 2021-2022.
Dall'agosto 2022 si trasferisce in Messico, siglando un accordo con lo Juárez.

## Palmarès

### Club
- Campionato lituano: 1

Gintra Universitetas: 2019
- Coppa di Lega portoghese: 1

Braga: 2021-2022

### Nazionale
- Coppa delle nazioni africane femminile: 1

2022